# United States Army Corps of Engineers
United States Army Corps of Engineers (USACE) er den amerikanske hærs Ingeniørregiment og har for det amerikanske forsvar samme opgaver som Ingeniørregimentet i Danmark har for den danske hær. Foruden det står USACE også for projekter og foretagender i USA. USACE er med til at beskytte vandområder som floder og kanaler og er involveret i en del civile arbejder rundt om på jorden. I USA leverer de endvidere 24% af den strøm, der bliver produceret ved vandkraft.